# Soletellina boeddinghausi
Soletellina boeddinghausi is een tweekleppigensoort uit de familie van de Psammobiidae. De wetenschappelijke naam van de soort is voor het eerst geldig gepubliceerd in 1870 door Lischke.